# Millicent Simmonds
Millicent Simmonds (Bountiful, Utah, 2003. március 6.) amerikai színésznő, aki a 2018-as Hang nélkül című horrorfilmben és annak 2021-es folytatásában, a Hang nélkül 2.-ben játszott. Áttörő szerepe a 2017-es Wonderstruck című drámafilmben volt. A Wonderstruck és a Hang nélkül című filmekért többször jelölték a legjobb fiataloknak járó díjra. A televízióban 2018-ban az Andi Mackben, 2019-ben pedig a This Close című sorozatban tűnt fel.

## Élete
Simmonds az Utah állambeli Bountiful városban nőtt fel. Négy testvére van; kettő idősebb és kettő fiatalabb. Mielőtt 12 hónapos lett volna, Simmonds egy véletlen gyógyszer-túladagolás miatt elvesztette a hallását. Édesanyja megtanulta az amerikai jelnyelvet, majd megtanította a családnak, hogy kommunikálni tudjanak vele. Simmonds elmondta, hogy ha a családja nem használná a jelnyelvet, "nem lenne kapcsolatom a saját családommal, nem lenne kommunikációm".
Simmonds édesanyja is arra ösztönözte, hogy sokat olvasson könyveket. Simmonds hároméves korában kezdett a Jean Massieu Siketek Iskolájába járni, ahol részt vett a színjátszó klubban. Első színdarabja a Szentivánéji álom' volt, mint Puck. A hatodik osztály elvégzése után, 2015 őszén a Mueller Park Junior Középiskolába került. Fellépett a Utah Shakespeare Fesztiválon Cedar Cityben (Utah), és a Wonderstruck előtt elsősorban egy siket diák rövidfilmjében, a Color the World-ben szerzett filmes tapasztalatokat. Simmondsnak cochleáris implantátuma van. Ezzel hallgatja a Father John Misty és a Red Hot Chili Peppers zenéit. Eddigi kedvenc filmje a Truman Show (1998).

## Szerepei
| Év(ek)    | Cím             | Stílus    | Szerep       | Notes                                 | Ref.   |
| --------- | --------------- | --------- | ------------ | ------------------------------------- | ------ |
| 2017      | Wonderstruck    | Film      | Rose         |                                       | [ 10 ] |
| 2018      | Hang nélkül     | Film      | Regan Abbott |                                       | [ 10 ] |
| 2018–2019 | Andi Mack       | Televízió | Libby        | 3 évad; két epizódból álló sorozat    |        |
| 2019      | "Wanted a Name" | Videóklip | Önmaga       | Frenship videoklipje                  | [ 11 ] |
| 2019      | This Close      | Televízió | Emmaline     | 2. évad; Epizód: "No Place Like Home" | [ 12 ] |
| 2020      | "I Dare You"    | Videóklip | Önmaga       | Kelly Clarkson videoklipje            | [ 13 ] |
| 2020      | Hang nélkül 2.  | Film      | Regan Abbott | megjelenése: 2021                     | [ 14 ] |